# Sinn (Soziologie)
Der Ausdruck Sinn bezeichnet in der Soziologie und insbesondere in der soziologischen Theorie die Bedeutung bzw. subjektive Deutung sozialen Handelns, wobei sich je nach theoretischem Ansatz der Inhalt des Begriffs und dessen Struktur unterscheiden.

## Rolle in der soziologischen Theorie
Die Relevanz des Sinnbegriffs für die soziologische Theorie geht auf die wissenschaftstheoretische Begründung der Soziologie zum Ende des 19. und Anfang des 20. Jahrhunderts zurück. Max Weber formulierte mit seinem Begriff der Verstehenden Soziologie das Prinzip, dass die Soziologie als Wissenschaft vom menschlichen Handeln mit anderen Grundbegriffen operiert als die Naturwissenschaften. Während jene nach dem reinen Prinzip der Kausalität vorgehen könnten, sei menschliches Handeln nur dann hinreichend zu erfassen, wenn dessen Bedeutung berücksichtigt werde. Ein wissenschaftliches Verständnis menschlichen Handelns umfasse die kausalen Voraussetzungen einer Handlung, den Sinn der Handlung sowie deren Auswirkungen, wobei Weber auch objektive Deutungen des Sinnbegriffs berücksichtigt, aber hauptsächlich einen subjektiven Sinnbegriff zugrunde legt. Der Sinn der Handlung ist für Weber empirisch also durch Zeugnisse des Akteurs zu erfassen.
Insofern ist der Begriff des Sinns ein unverzichtbarer Bestandteil jeder theoretischen Rekonstruktion von Handlungen und somit jeder allgemeinen soziologischen Theorie. 

## Systematische Unterscheidung
Prinzipiell lassen sich drei Ansätze zur Konstruktion des Sinnbegriffs in der Soziologie unterscheiden.
1. Sinn als subjektive Deutung der Akteure ihres eigenen Handelns; demnach bezeichnet der Sinn einer Handlung das eigene Verständnis der handelnden Person in Bezug auf ihre eigenen Handlungen.
2. Sinn als objektive Eigenschaft einer Handlung; hier wird davon ausgegangen, dass es widerspruchsfrei möglich und im Rahmen der soziologischen Theoriebildung zweckmäßig ist, den Resultaten des Handelns von Akteuren einen semantischen Aspekt zuzuordnen, der nicht ausschließlich vom jeweiligen Verständnis des Akteurs abhängig ist. Bei dem allgemein verstandenen Sinn wird oft auf die Weber'schen Idealtypen für allgemeingültige Definierbarkeit zurückgegriffen.
3. Sinn als inkorporierte Eigenschaft von Akteuren; hier wird der Sinn nicht geistigen Inhalten, sondern dem Körper von Akteuren zugeschrieben, etwa ihrem habituellen Verhalten. Diese Fassung des Sinnbegriffs ist insbesondere für theoretische Ansätze relevant, die den Akteur als vernunftgesteuerten Entscheider dekonstruieren und auf den durch erlernte intuitive Verhaltensweisen dominierten Aspekt menschlichen Handelns verweisen. Dieses Verständnis geht wesentlich auf Pierre Bourdieu zurück.

Nach Kaesler lässt sich der objektive Sinnbegriff Weber zufolge außerdem danach untergliedern, ob er Sinn als kulturelle Bedeutung oder als „funktionalen Sinn“ konstruiert. Während der Handlungssinn als kulturell bestimmt im kollektiven Wissensbestand begründet ist und eine Handlung ihren Sinn somit dadurch erhält, wie sie vor einem kulturellen Hintergrund zu verstehen ist, ist der funktionale Sinn „intersubjektiv vermittelt“ und „für gesellschaftliche Wandlungsprozesse von funktionaler Bedeutung.“

## Ansätze in der Soziologie
Einen subjektiven Sinnbegriff verwendeten historisch Vertreter einer verstehenden Soziologie wie Weber und Georg Simmel. Im Anschluss an diese war dieses Verständnis prägend für US-amerikanische Ansätze wie Talcott Parsons’ Systemtheorie und Alfred Schütz’ Phänomenologische Soziologie. Gleiches gilt für die von Schütz’ Arbeiten beeinflussten interpretativen Ansätze wie die Ethnomethodologie. 
Ein objektives Verständnis von Sinn findet sich z. B. in Niklas Luhmanns Theorie sozialer Kommunikationssysteme. Auch Ulrich Oevermanns Objektiver Hermeneutik liegt ein objektiver Sinnbegriff zugrunde.